# Grossregion Tessin
Das Tessin (italienisch Ticino, französisch Tessin, rätoromanisch Tessin) ist eine Grossregion in der Schweiz. Nach der Einteilung des Bundesamtes für Statistik (BFS) ist sie gleichbedeutend mit dem Gebiet des Kantons Tessin.
Per 31. Dezember 2019 betrug die Einwohnerzahl 351'491. Der Ausländeranteil (gemeldete Einwohner ohne Schweizer Bürgerrecht) bezifferte sich am Stichtag auf 27,6 Prozent.